# Kastell Izbășești

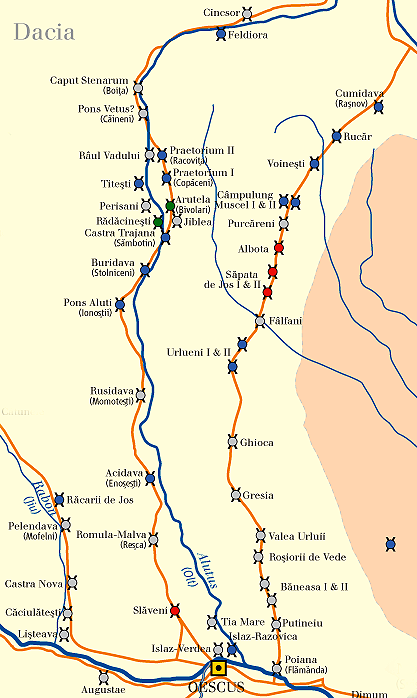
Kastell Fâlfani im Verlauf des Limes Transalutanus (rechts)

Das Kastell Izbășești, früher auch Kastell Fâlfani, ist ein römisches Numeruskastell auf dem Gebiet des zur Gemeinde Stolnici gehörenden Dorfes Izbășești im rumänischen Kreis Argeș am westlichen Rand der Region Große Walachei. In antiker Zeit war es Bestandteil des Dakischen Limes, konkret des Abschnittes Limes Transalutanus (Transalutanischer Limes; Limes jenseits des Olt). Administrativ hätte es möglicherweise schon zur Provinz Dacia inferior gehört, später gehörte es zur Provinz Dacia Malvensis. Gemeinsam mit insgesamt 277 Stätten des Dakischen Limes wurde das Kastell Izbășești 2024 zum UNESCO-Weltkulturerbe erhoben.

## Lage und Forschungsgeschichte
Das heutige Bodendenkmal liegt rund zwei Kilometer nördlich von Izbăşeşti und knapp zwei Kilometer ostsüdöstlich des Dorfes Fâlfani. Es befindet sich auf einem Höhenrücken, der nach Süden und Osten hin von steilen, zum Fluss Cotmeana hin abfallenden Hängen begrenzt wird, in der Flur Valea Alba (Weißes Tal). Das Gelände wurde bislang nur wenig untersucht. 1995 fanden Sondierungsgrabungen unter Romeo Avram vom Muzeul Militar Național „Regele Ferdinand I” (Nationales Militärmuseum „König Ferdinand I.“) statt. Von 2015 bis 2017 folgten geophysikalische Untersuchungen unter der Leitung von Eugen S. Teodor vom Muzeul Național de Istorie a României (Nationales Museum der Geschichte von Rumänien) in Bukarest.

## Archäologische Befunde
Es handelt sich um ein Holz-Erde-Lager mit rechteckigem Grundriss. Seine Abmessungen belaufen sich auf 63 m mal 93 m, was einer Fläche von 0,6 Hektar entspricht. Mit seinen Seiten war es nach den vier Himmelsrichtungen ausgerichtet. Geschützt wurde es durch einen knapp acht bis zehn Meter breiten und 1,20 m bis 2,30 m hohen, mit Rasensoden fixierten Holz-Erde-Wall. Vor diesem verlief nach einer 2,50 m bis 3,50 m breiten Berme als Annäherungshindernis ein einfacher Graben mit einer Breite von neun Metern und einer Tiefe von 2,10 m bis 3,10 m. Auf allen vier Seiten konnte die zwei bis dreieinhalb Meter breite Via sagularis (Lagerringstraße) nachgewiesen werde. Die wenigen Spuren der Innenbebauung bestanden aus Lehm, Holz und Ziegelfragmenten. Über die genaue Chronologie des Lagers und über seine Besatzung können keine Aussagen getroffen werde.

## Denkmalschutz
Die archäologische Stätte steht durch seine Eintragung in das Repertoriul Arheologic Național (Nationales Archäologisches Verzeichnis) mit dem RAN-Code 18983.01 unter Schutz. Eine entsprechende Eintragung in die Lista Monumentelor Istorice (Verzeichnis der historischen Denkmäler) erfolgte bislang jedoch noch nicht. Zuständig ist das Ministerium für Kultur und nationales Erbe (Ministerul Culturii și Patrimoniului Național), insbesondere das Generaldirektorat für nationales Kulturerbe, die Abteilung für bildende Kunst sowie die Nationale Kommission für historische Denkmäler sowie weitere, dem Ministerium untergeordnete Institutionen. Ungenehmigte Ausgrabungen sowie die Ausfuhr von antiken Gegenständen sind in Rumänien verboten.